# Gerald Wallace
Gerald Jermaine Wallace, född 23 juli 1982 i Sylacauga i Alabama, är en amerikansk basketspelare som spelar för Boston Celtics i NBA.